# Enceinte de Grosseto
L'enceinte de Grosseto (mura di Grosseto) est un ensemble de fortifications, remparts et bastions, qui ceinturent la ville de Grosseto, en Toscane.

## Historique
Édifiées entre 1565 et 1593, le murs sont percées de trois portes donnant et contrôlant les accès à la cité historique. Ils ont été construits par Baldassarre Lanci pour la famille des Médicis de Florence, et pour cette raison sont souvent appelés Mura Medicee. 
Pour la construction de ces fortifications ont été démolis les murs médiévaux construits par les Siennois au XIVe siècle : les seuls vestiges de cette époque sont la Porta Vecchia et le Cassero Senese dans le bastion Fortezza (forteresse).
Les murs ont été restaurés au XIXe siècle par les grand-ducs de la maison de Habsbourg-Lorraine et transformés en un parc.

## Bastions
Au XVIe siècle les Médicis commandent à Baldassarre Lanci de nouveaux remparts avec six bastions : 
- Bastion Rimembranza,
- Bastion Fortezza (y compris le bastion de Santa Lucia et le bastion Vittoria),
- Bastion Maiano,
- Bastion Cavallerizza,
- Bastion Molino a Vento,
- Bastion Garibaldi.

## Portes
- Porta Vecchia (XIVe siècle)
- Porta Nuova (XIXe siècle)
- Porta Corsica (XXe siècle)

## Galerie

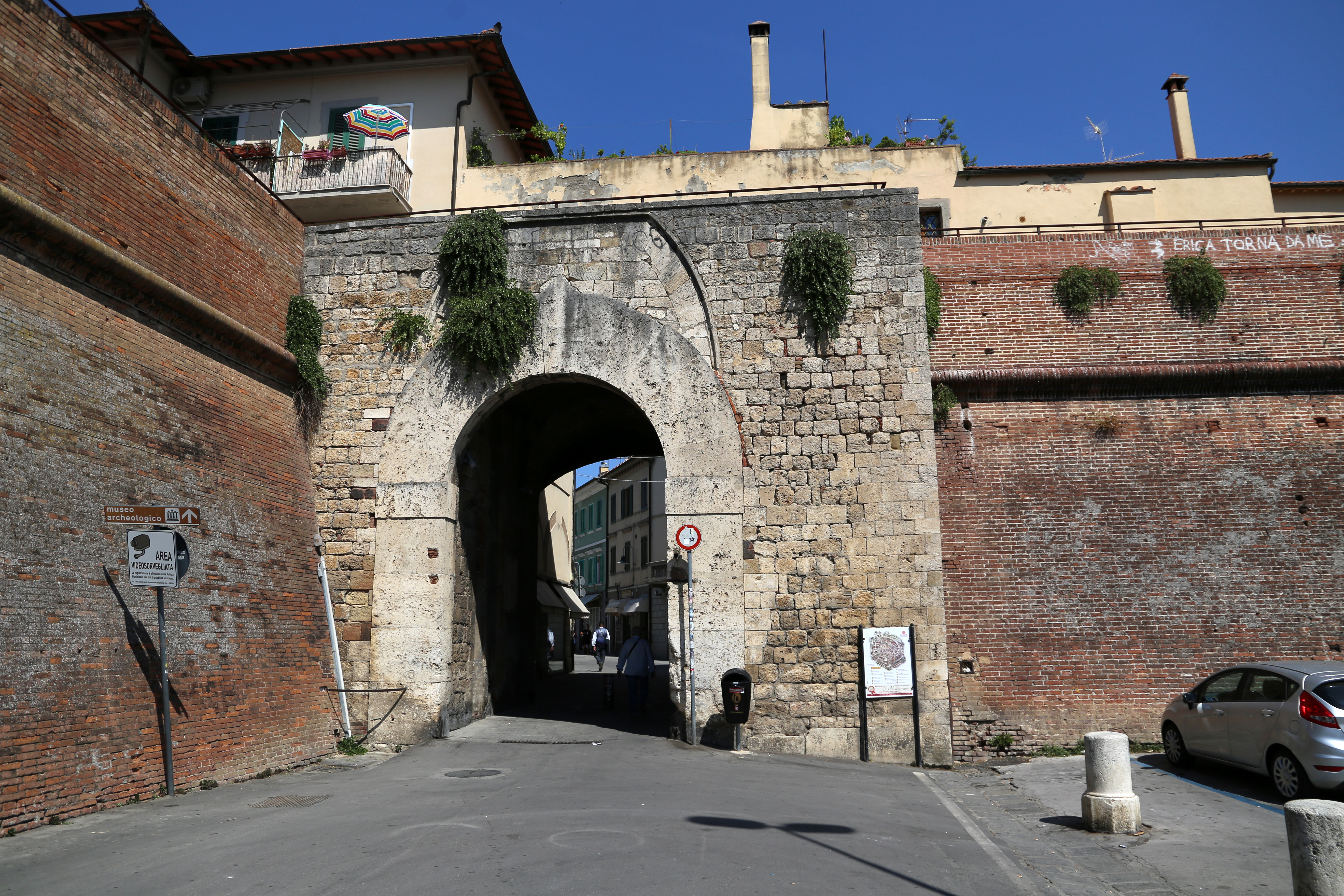
Porta Vecchia
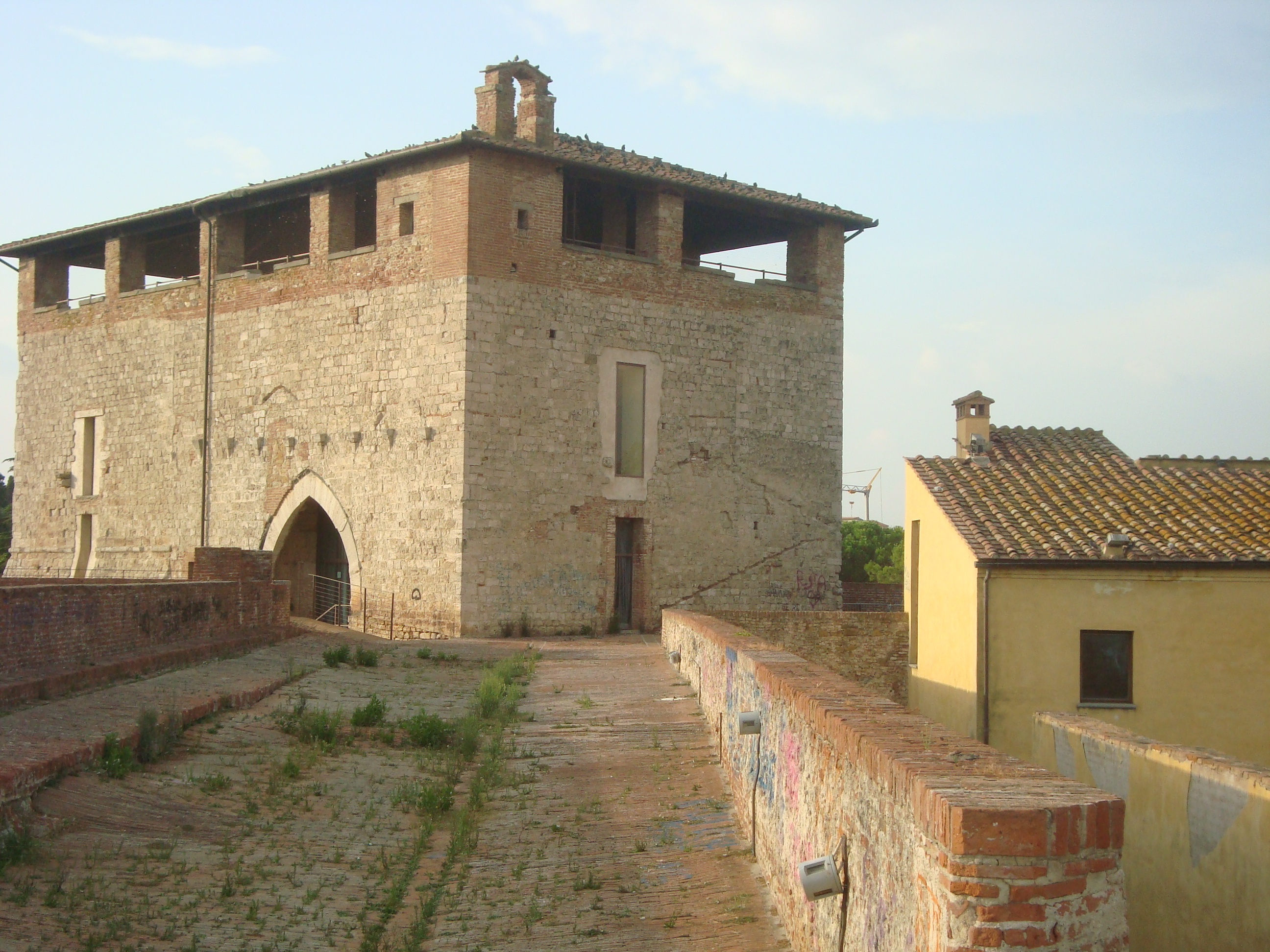
Casseto Senese sur le bastion Fortezza
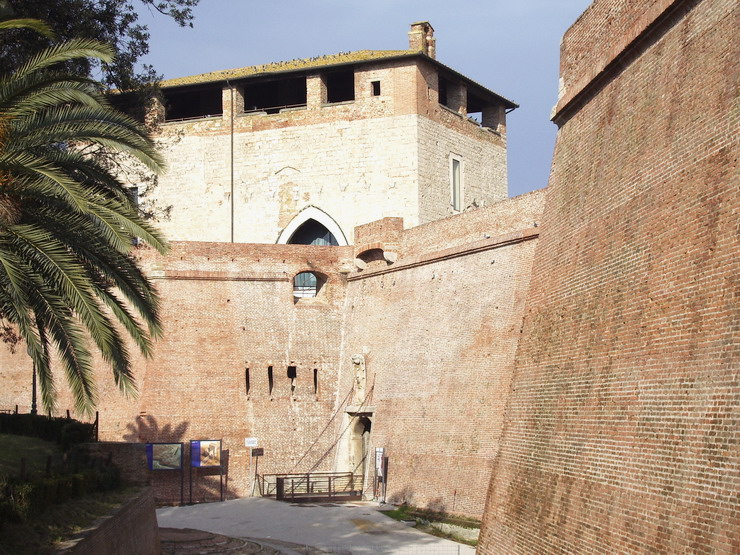
Accès au bastion Fortezza
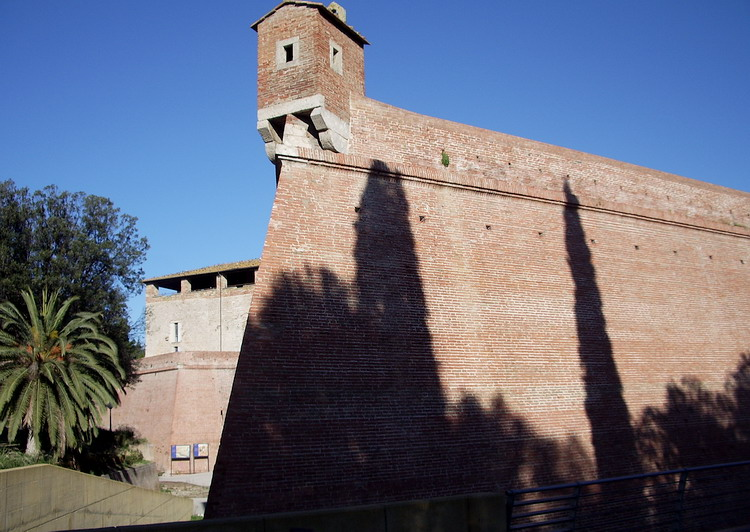
Le bastion Vittoria
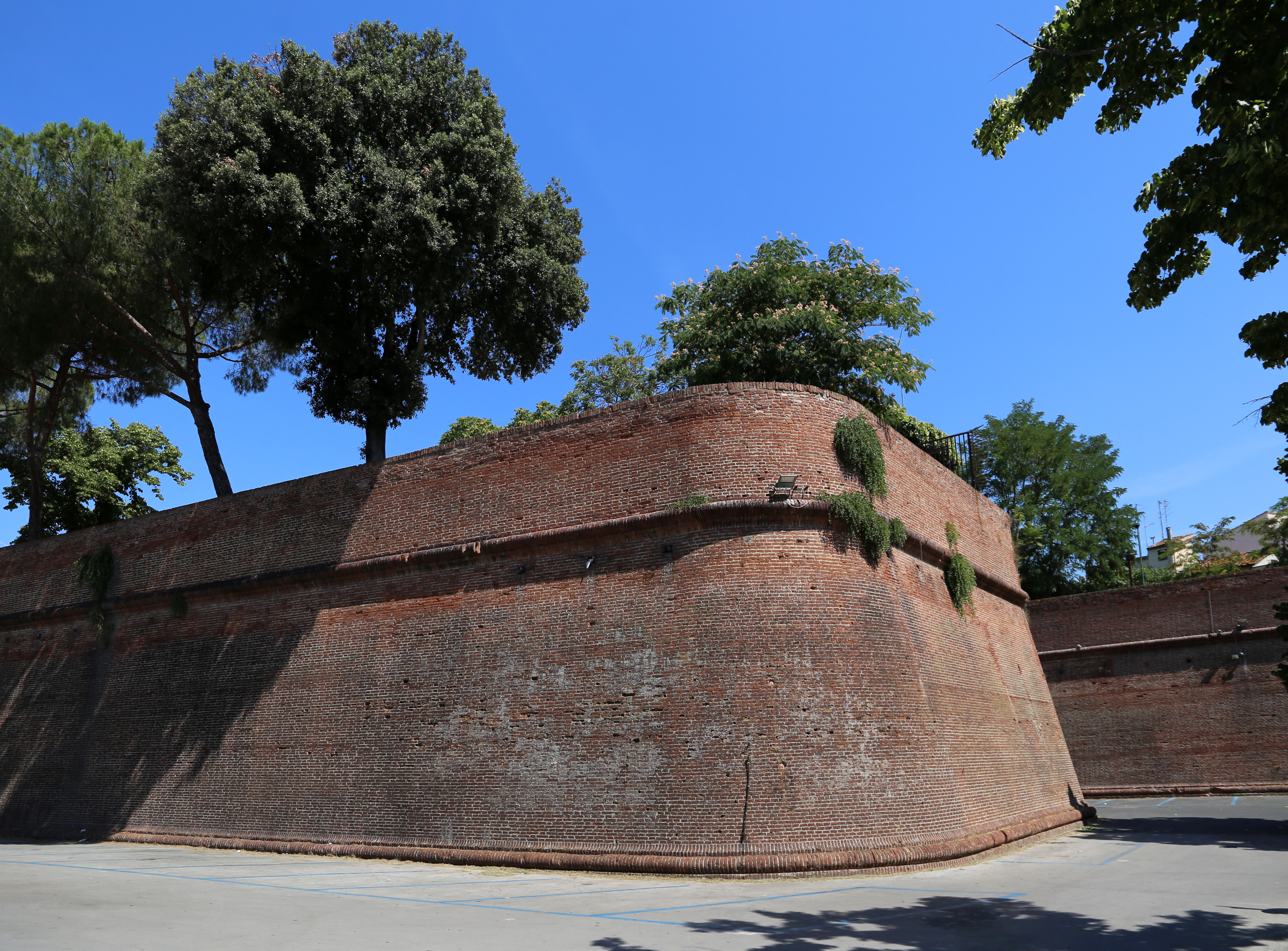
Bastion Molino a Vento
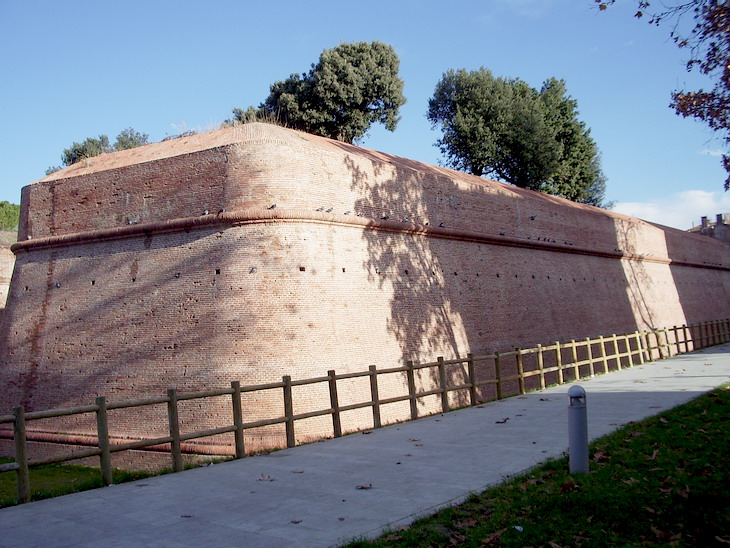
Bastion Maiano